# Nohen
Nohen est une municipalité allemande située dans le land de Rhénanie-Palatinat, dans l'arrondissement de Birkenfeld.